# Анолисы
Анолисы (лат. Anolis) — род игуанообразных ящериц, выделяемый в монотипное семейство Dactyloidae. Насчитывает 437 видов, являясь крупнейшим родом пресмыкающихся. Ранее включался в семейство Polychrotidae.

## Этимология
Впервые слово anolis использовал французский миссионер и ботаник Жан-Батист дю Тертр. По всей видимости, это слово было заимствовано напрямую из карибского языка и первоначально использовалось по отношению к ящерицам рода амейвы, однако через некоторое время стало применяться к анолисам.

## Описание
Общая длина представителей этого рода варьирует от 10 до 30 см. Большинство анолисов имеют треугольную, расширенную сзади голову, стройное умеренно сжатое с боков туловище с хорошо развитыми лапами. Задние конечности длиннее передних. Тело покрыто мелкой однородной чешуёй, среди которой по позвоночнику и верхней стороне хвоста нередко располагается невысокий гребень с большой треугольной чешуёй. Пальцы анолисов снизу покрыты расширенными пластинками с липкими щёточками, которые тянутся поперечными строчками. Эти щёточки покрыты мелкими крючковидными волосками. Хвост длинный, постепенно утончается, на конце не закручивается.
Анолисы имеют яркую окраску, в основном в зелёных или коричневых тонах. Самцы с яркой красной, оранжевой, жёлтой или лиловой веерообразной горловой сумкой, которая поддерживается палочковидными хрящами. Встречаются виды с голубым пятном на горловой сумке. Эти ящерицы способны менять окраску в зависимости от условий окружающей среды. В таком случае оттенок становится темнее.

## Распространение
Обитают от юга Северной Америки до Боливии и Парагвая и островов Карибского бассейна. Встречаются также в южных и некоторых юго-восточных штатах США.

## Образ жизни
Предпочитают лесистую местность. Большинство ведёт древесный образ жизни, некоторые наземный. Питаются насекомыми и другими беспозвоночными.
Это яйцекладущие ящерицы. Самки откладывают 1—6 яиц в земле, дуплах, кистях бромелий. Процесс инкубации длится от 25 до 90 суток.
Анолисов часто содержат в неволе в террариумах вертикального типа с хорошим озеленением.

## Систематика
В широком смысле к роду относят 437 видов, что делает его крупнейшим родом среди пресмыкающихся. Вместе с тем, в 2012 году Нихолсон с соавторами опубликовали монографию, в которой предложили разделить род Anolis s. l. на 8 отдельных родов: Dactyloa, Anolis s. str., Audantia, Chamaelinorops, Ctenonotus, Dieroptyx, Norops, Xiphosurus. Однако в настоящее время это предложение считается спорным и большинством герпетологов род понимается в широком смысле.

### Виды
Anolis s. str. подразделяется на 5 групп видов
группа видов Anolis alutaceus, Куба
- Anolis alfaroi
- Anolis alutaceus
- Анолис Анфилоквио (Anolis anfilioquioi)[7]
- Anolis baracoae[8]
- Anolis clivicola
- Anolis cupeyalensis
- Украшенный анолис (Anolis cyanopleurus)
- Anolis fugitivus
- Anolis inexpectatus
- Anolis juangundlachi
- Anolis macilentus
- Anolis rejectus
- Anolis spectrum
- Anolis vanidicus
- Anolis vescus

группа видов Anolis angusticeps, Куба, Багамы
- Anolis alayoni
- Узкоголовый анолис (Anolis angusticeps)
- Anolis garridoi
- Anolis guazuma
- Anolis paternus
- Anolis placidus
- Anolis sheplani

группа видов Anolis carolinensis, Багамы, Куба, юго-восток США
- Anolis allisoni
- Anolis altitudinalis
- Anolis brunneus
- Североамериканский красногорлый анолис (Anolis carolinensis)
- Anolis coelestinus
- Anolis fairchildi
- Anolis incredulus
- Равнощитковый анолис (Anolis isolepis)
- Длинноголовый анолис (Anolis longiceps)
- Anolis maynardi
- Anolis oporinus
- Anolis porcatus
- Смарагдовый анолис (Anolis smaragdinus)
- Anolis terueli
- Anolis toldo

группа видов Anolis loysianus, Куба
- Anolis argillaceus
- Срединный анолис (Anolis centralis)
- Anolis litoralis
- Луизианский анолис (Anolis loysianus)
- Anolis pumilis
- Anolis ruibali

группа видов Anolis lucius, Куба
- Серебристый алонис (Anolis argenteolus)
- Щучий анолис (Anolis lucius)

прочие
- Кулебрский анолис (Anolis roosvelti)[9]
- Анолис-горгона (Anolis gorgonae)
- Хоботный анолис (Anolis proboscis)
- Кубинский хамелеолис (Anolis chamaeleonides)[10][11]
- Anolis garmani
- Anolis leachii
- Anolis nubilus
- Anolis oculatus
- Anolis wattsi